# Wallaby bicolore
Wallabia bicolor
Genre
Espèce
Statut de conservation UICN

 LC  : Préoccupation mineure
Répartition géographique
Le wallaby bicolore (Wallabia bicolor) est un marsupial appartenant à la famille des macropodidés, laquelle inclut en particulier les kangourous et les différentes espèces de wallabys, originaire de la côte est de l'Australie.
Wallabia bicolor est la seule espèce du genre Wallabia.

## Description
L'épithète spécifique bicolore vient de la coloration variant du gris typique des macropodes au brun foncé voire noir sur le dos, avec quelques taches plus claires sur la poitrine et le ventre. Une bande claire est habituellement présente sur la joue, et les extrémités des membres présentent une coloration plus foncée. L'extrémité de la queue est généralement blanche.
La longueur tête et corps approche 80 cm, celle de la queue 70 cm (64 à 86 cm) pour un poids variant de 13 à 16,5 kg. La femelle est un peu plus petite que le mâle.

## Distribution et habitat
On le trouve sur la côte est de l'Australie - depuis la péninsule du cap York jusqu'à Melbourne - et les îles environnantes ainsi qu'en Nouvelle-Zélande (animal importé), le plus souvent dans les zones humides. Il vit dans les forêts d'eucalyptus.

## Mode de vie et alimentation

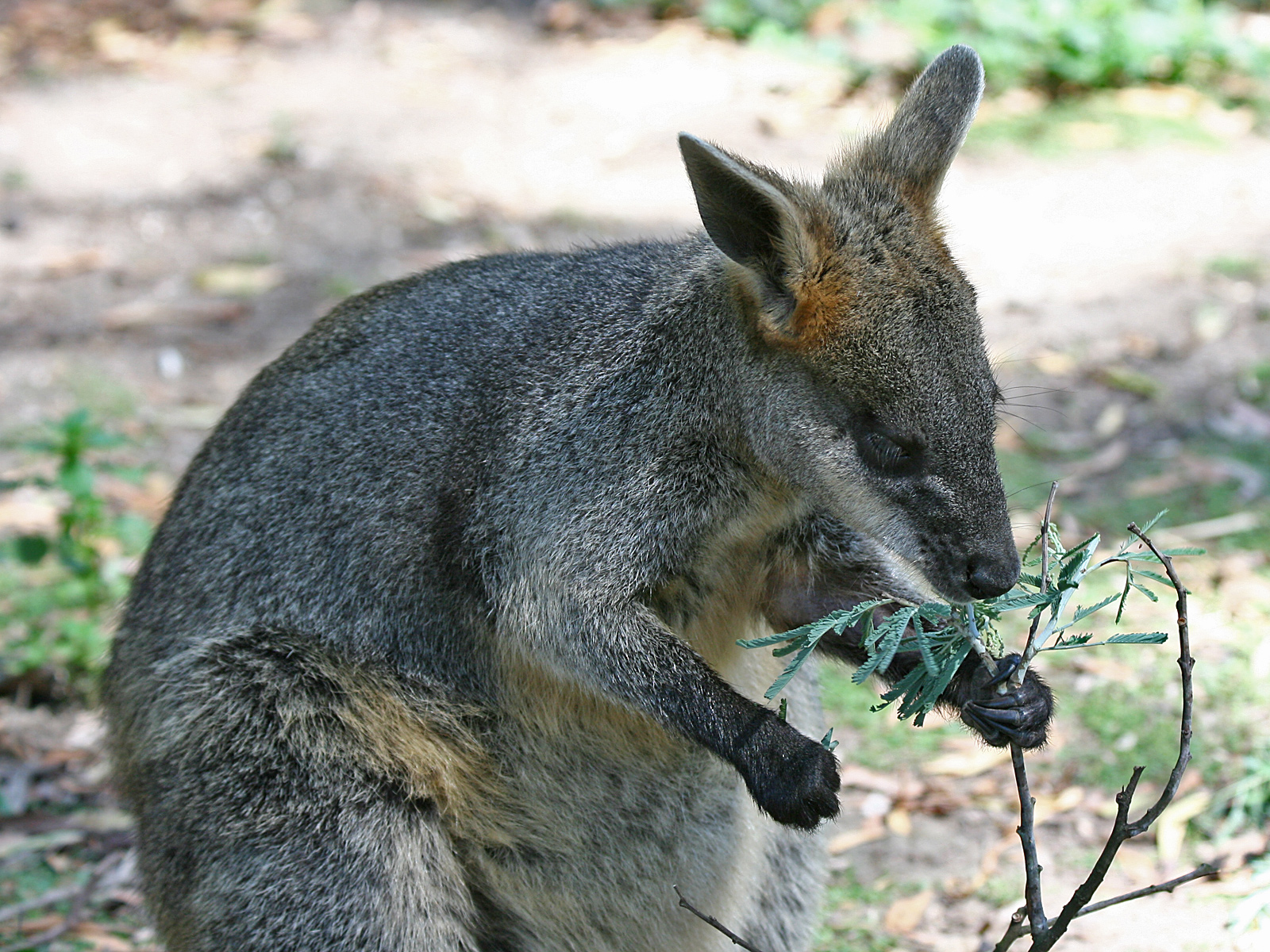
Un wallaby bicolore se nourrissant de feuilles.

Cet animal vit seul ou en groupe jusqu'à 10, caché dans la journée et sortant la nuit.
C'est un herbivore, qui préfère les branches et les broussailles aux herbes du ras du sol, à la différence des autres wallabys.

## Reproduction

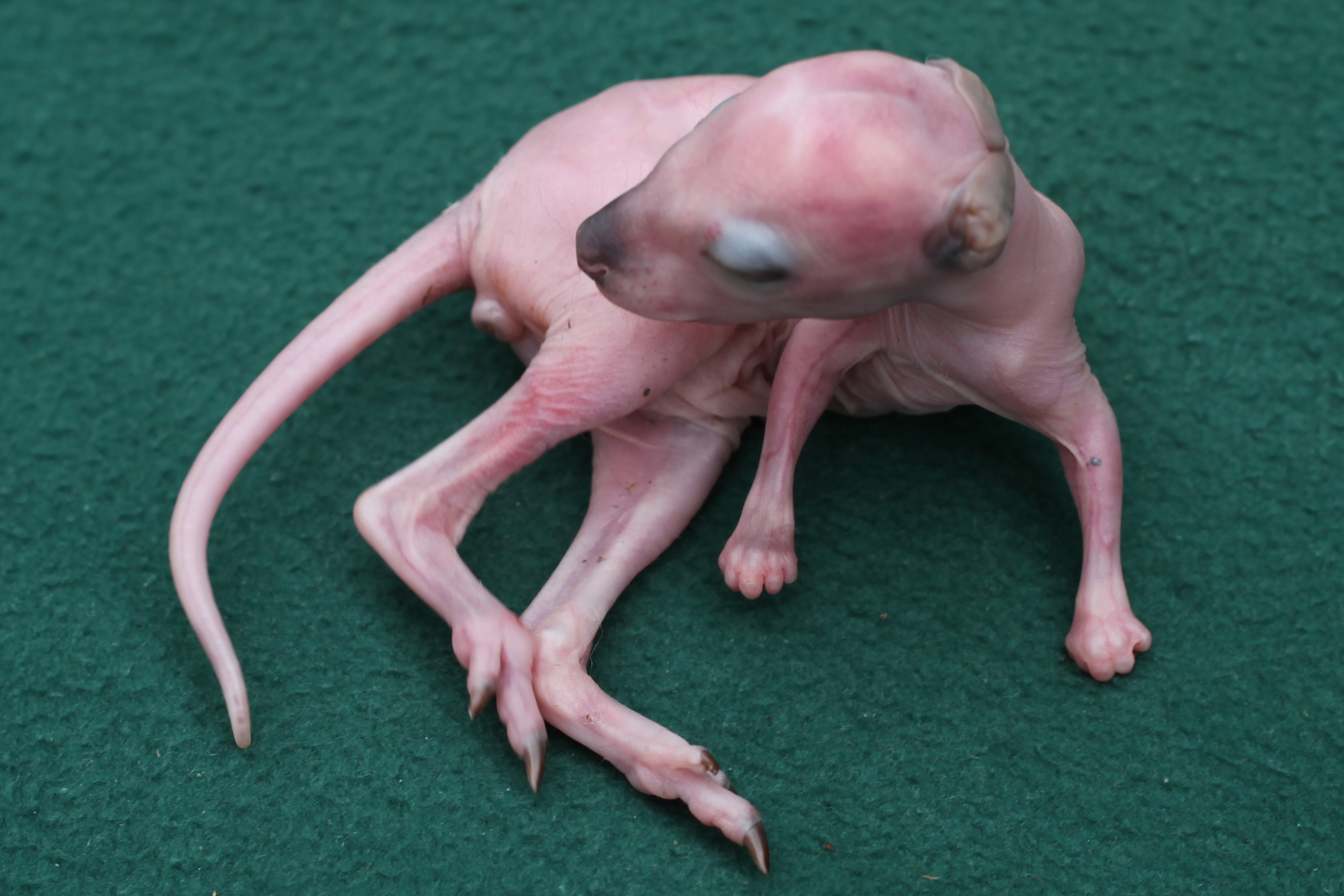
Un nouveau-né wallaby.

La reproduction s'étale sur toute l'année et comme pour beaucoup de marsupiaux, la femelle peut nourrir deux petits d'âges différents.
Le wallaby bicolore présente une forme inhabituelle de diapause embryonnaire, qui se distingue des autres marsupiaux par le fait que sa période de gestation est plus longue que son cycle œstral. Cette synchronisation permet aux femelles wallaby bicolore de chevaucher deux grossesses, en mettant en gestation un embryon et un fœtus en même temps. Le wallaby bicolore ovule, s'accouple, conçoit et forme un nouvel embryon un à deux jours avant la naissance de son fœtus à terme. Les femelles sont donc continuellement enceintes tout au long de leur vie reproductive. Le wallaby, comme le kangourou, possède deux utérus,.

## Prédateurs
Dingos, renards et aigles sont ses trois principaux prédateurs.

## Galerie

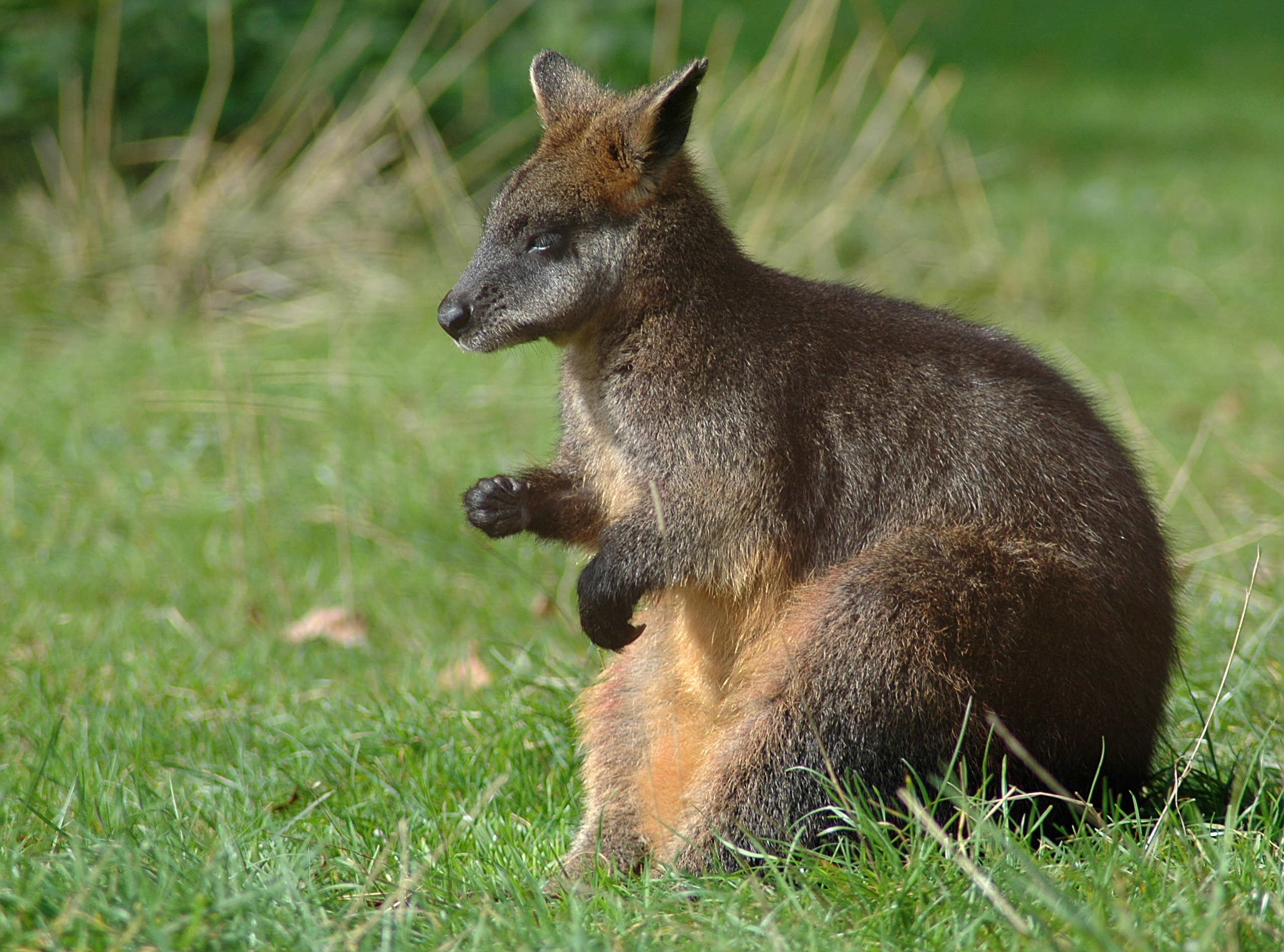
Un wallaby bicolore.
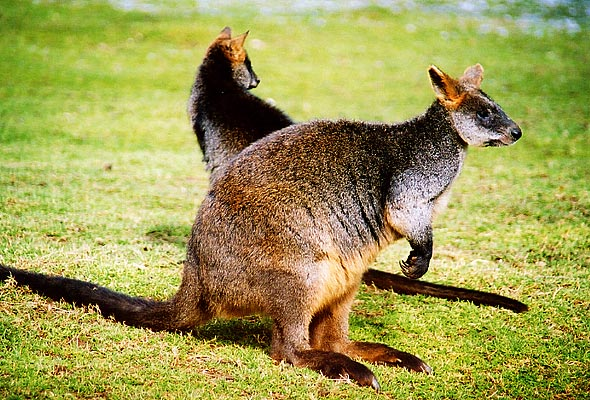
Deux wallabys bicolores au Zoo de Zurich.